# Otto Dicke
Otto Dicke (Dordrecht, 3 mei 1918 - aldaar, 7 december 1984) was een Nederlands beeldend kunstenaar, tekenaar en illustrator, cartoonist, striptekenaar, illustrator van kinder- en andere boeken en ontwerper van mozaïeken voor scholen en kerken.
Otto Dicke was een bekende kunstenaar met een hechte band met Dordrecht en omgeving. Bijna 50 jaar had hij een atelier in het gebouw van Teekengenootschap Pictura. 'Een leven getekend' is de titel van de documentaire die Wendeline Wilmink in 1983 vervaardigde over het leven en werk van Otto Dicke. De film geeft een beeld van de veelzijdigheid van deze autodidact. Vaak verbleef hij in zijn geliefde Alblasserwaard en op het Eiland van Dordrecht, waar hij talloze schetsen vervaardigde.
Otto Dicke heeft onder andere de illustraties verzorgd in het boek Verzet in en om Dordt van K. van Loon. Otto Dicke was een broer van Leni Dicke, koerierster tijdens de bezetting. Door verraad werd Leni Dicke gearresteerd. Na een paar dagen werd Lize (haar schuilnaam) bevrijd door een knokploeg. Als represaille werd het huis van de familie Dicke in brand gestoken.
In de jaren '60 en '70 waren zijn zoons actief in een country/folkgroep die ze achtereenvolgens The Dickson Brothers en The Dy(c)ke Brothers Band noemden.

## Bron
- Loon, K. van (1947) Verzet in en om Dordt. Den Haag: G.B. van Goor & Zonen

- Biografisch Portaal: 52595493
- Digitale Bibliotheek voor de Nederlandse Letteren: dick012
- Gemeinsame Normdatei: 174200072
- International Standard Name Identifier: 0000 0000 2332 202X
- Library of Congress Control Number: n50026946
- Nederlandse Thesaurus van Auteursnamen: 070438854
- RKD-Nederlands Instituut voor Kunstgeschiedenis: 22536
- Système universitaire de documentation: 232873097
- Union List of Artist Names: 500572911
- Virtual International Authority File: 213964730
- WorldCat: E39PBJrGBbVVtbxDW9fKQmXfMP